# Aleitamento materno em tandem

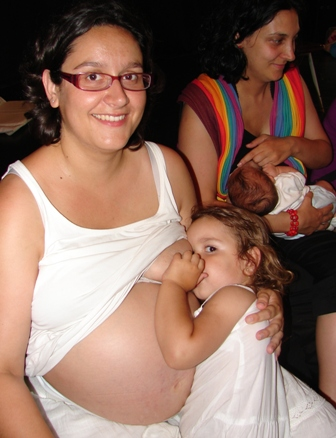
Mãe grávida amamenta sua filha maior.

O aleitamento materno em tandem é quando uma mãe que está amamentando seu filho e volta a ficar grávida decide não parar de amamentar e continuar o aleitamento durante toda a gravidez. Uma vez nascido o bebê, ela amamenta os dois juntos ou separadamente.